# 尤里·多尔戈鲁基号核潜艇
K-535尤里·多尔戈鲁基号是955型弹道导弹核潜艇的第一艘，从2013年1月起在俄罗斯海军中服役。它以莫斯科城的建立者尤里·多尔戈鲁基命名，1996年11月2日铺龙骨，最初计划2001年服役。但由于原定搭载的Р-39УТТХ导弹发射三次失败而取消于是重新设计以容纳R-30圆锤。2007年第一階段削減戰略武器條約文件中提到所有的该级艇都将带16发而不是12发导弹。

## 声纳
该级艇上装的是亚森级的声纳MGK-600的改进型MGK-600B。在2006年和2007年，俄国防部两次要求对国产声纳和欧产声纳进行对比测试，都被俄海军拒绝。2009年7月2日，梅德韦杰夫视察尤里·多尔戈鲁基号时陪同的威茨基海军总司令提到了这个问题，梅德韦杰夫说“你去告诉他们，如果改进不了就买外国货”。

## 注
1. ↑  .   [2014-05-03]. （原始内容存档于2014-12-29）.
2. ↑  .   [2014-05-03]. （原始内容存档于2013-10-05）.
3. ↑  アンドレイ・V・ポルトフ“ ．注目の新型戦略原潜“ボレイ”型”‘世界の舰船’712集（2009年10月号） ．日本 ：海人社 ，2009 ：29